# Maria Speth

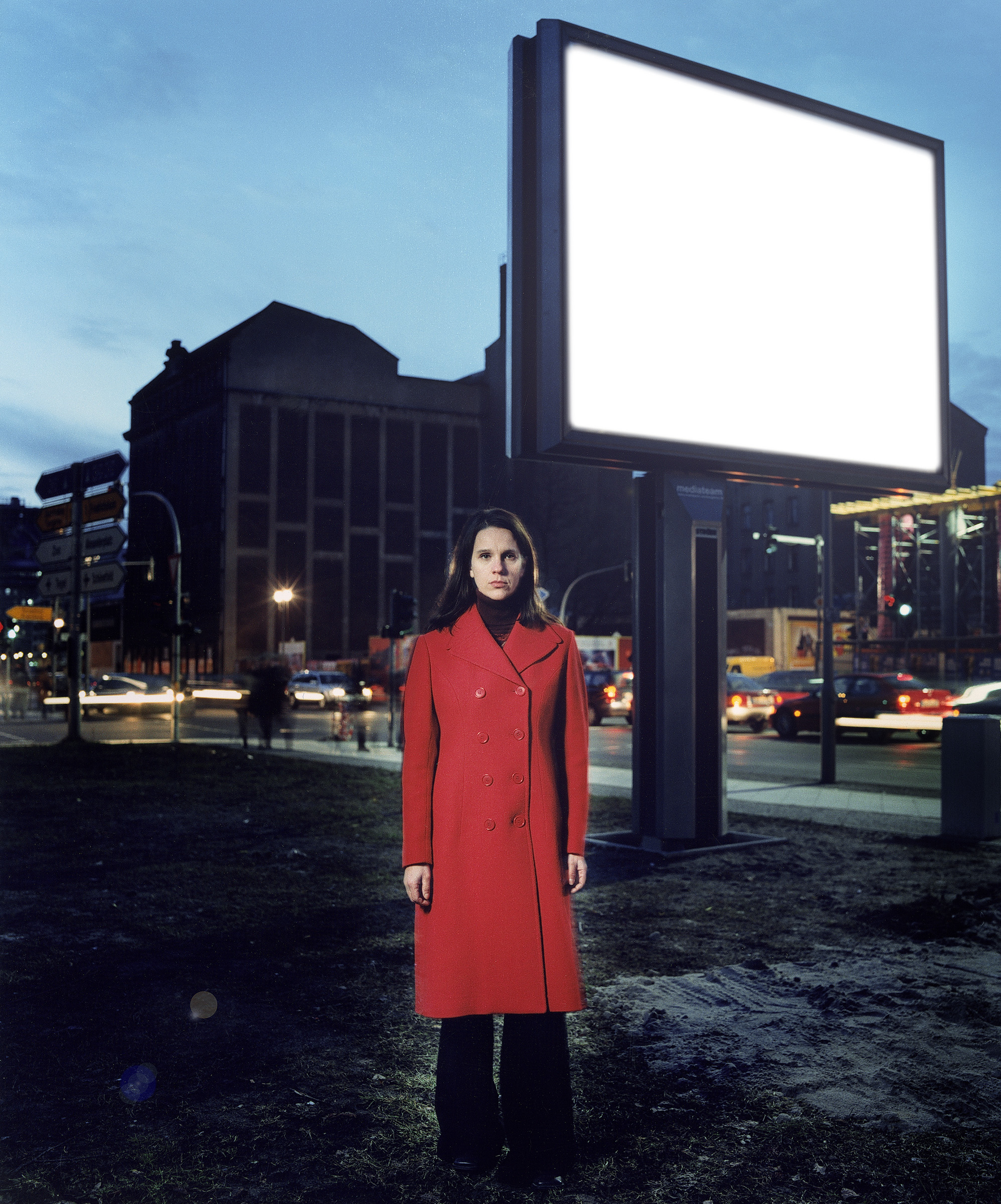
Maria Speth fotografiert von Oliver Mark, Berlin 2002

Maria Speth (* 19. August 1967 in Tittling) ist eine deutsche Filmregisseurin und Drehbuchautorin, deren filmische Werke zur Berliner Schule gezählt werden.

## Leben
Maria Speth erhielt zunächst Schauspielunterricht, arbeitete aber anschließend als Schnitt- und Regieassistentin bei diversen Kino- und Fernsehproduktionen. Von 1996 bis 2002 studierte sie Regie an der Hochschule für Film und Fernsehen „Konrad Wolf“ in Potsdam-Babelsberg. Nach einigen Kurzfilmen drehte sie 2001 ihr preisgekröntes Debüt In den Tag hinein, mit dem sie ihr Regiestudium abschloss. Bei all ihren Filmen schrieb Maria Speth die Drehbücher selbst. Zusammen mit dem Kameramann Reinhold Vorschneider entwarf sie den fotografischen Look ihrer Spielfilme.
2021 erhielt sie für den Dokumentarfilm Herr Bachmann und seine Klasse ihre erste Einladung in den Wettbewerb der 71. Internationalen Filmfestspiele Berlin, wo sie mit dem Silbernen Bären, dem Preis der Jury sowie dem einmalig vergebenen Publikumspreis ausgezeichnet wurde. Es folgten im August 2021 zwei Nominierungen für den Deutschen Filmpreis (Bester Dokumentarfilm, Beste Regie), wobei sie den Preis in der Kategorie Bester Dokumentarfilm gewann.
Maria Speth gründete 2008 die Filmproduktionsfirma  Madonnen Film UG und produzierte damit ihren ersten Dokumentarfilm 9 Leben, für den sie sowohl das Drehbuch schrieb, Regie führte als auch den Schnitt machte.
Speth ist Mutter einer Tochter.

## Filmografie
- 1991: Liebe auf den ersten Blick (Schnitt-Assistenz)
- 1993: Wir können auch anders … (Schnitt-Assistenz)
- 1992: Alles Lüge (Schauspiel)
- 1992: Die Sonnengöttin (Regie-Assistenz)
- 1995: Das Geheimnis (Regie-Assistenz, Requisite, Kostüme, Maske)
- 1999: Barfuß (Regie, Drehbuch)
- 2001: In den Tag hinein (englischer Titel: The Days Between) (Regie, Drehbuch)
- 2007: Madonnen (englischer Titel: Madonnas) (Regie, Drehbuch, Schnitt)
- 2011: 9 Leben (Regie, Drehbuch, Schnitt, Produktion)
- 2014: Töchter (Regie, Drehbuch, Produktion)
- 2021: Herr Bachmann und seine Klasse (Regie, Drehbuch mit Reinhold Vorschneider, Schnitt, Produktion)

## Auszeichnungen
- 3sat-Förderpreis für Barfuß, 1999
- VPRO Tiger Award in Rotterdam, großer Preis der Jury des Internationalen Frauen Film Festivals in Créteil, MFG-Star für In den Tag hinein
- Hessischer Filmpreis 2007,  „Silberner Astor“  für Sandra Hüller für ihre Hauptrolle beim Festival Internacional de Cine in Mar del Plata als beste weibliche Darstellerin für Madonnen, Aufführung 2007 bei den Internationalen Filmfestspielen Berlin im Forum
- Förderpreis der DEFA-Stiftung für 9 Leben auf dem Internationalen Dokumentarfilmfestival Leipzig 2010; Deutscher Regiepreis METROPOLIS für "9 Leben"
- Förderpreis für Film- und Medienkunst im Rahmen des Kunstpreises der Akademie der Künste, 2011
- Silberner Bär, Preis der Jury der 71. Berlinale für Herr Bachmann und seine Klasse, 2021
- Firebird Award, Documentary Competition, Hong Kong International Film Festival, für Herr Bachmann und seine Klasse, 2021
- Deutschen Filmpreis 2021, Bester Dokumentarfilm, Herr Bachmann und seine Klasse
- Nuremberg International Human Rights Film Festival 2021, Publikumspreis, Herr Bachmann und seine Klasse
- Bayerischer Filmpreis 2021 (verliehen 2022), Bester Schnitt, Herr Bachmann und seine Klasse
- Deutscher Dokumentarfilmpreis 2022 (geteilt) Herr Bachmann und seine Klasse